# St. Antonius (Großenbach)

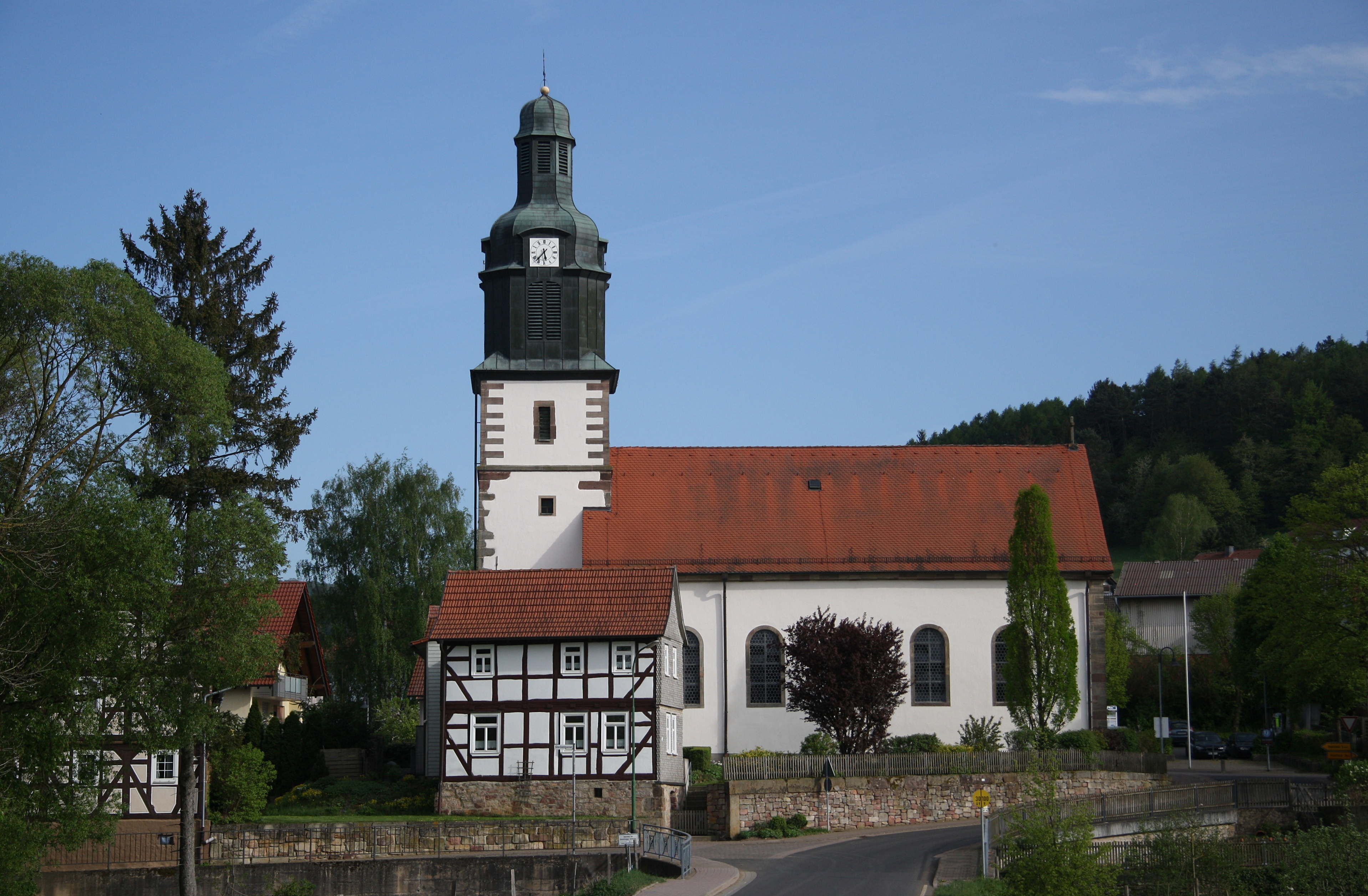
St. Antonius

Die römisch-katholische, denkmalgeschützte Kirche St. Antonius steht in Großenbach, einem Ortsteil der Gemeinde Hünfeld im Landkreis Fulda in Hessen. Die Gemeinde St. Antonius der Einsiedler gehört zum Pastoralverbund St. Benedikt Hünfelder Land im  Dekanat Hünfeld-Geisa des Bistums Fulda.

## Beschreibung
Das von 1838 bis 1840 erbaute klassizistische Kirchenschiff hat fünf Fensterachsen, es geht aber in seinem Grundriss auf das Mittelalter zurück. Von der mittelalterlichen Vorgängerkirche aus dem 11. Jahrhundert, welche im Jahr 1486 gotisiert wurde, blieb nur der Chorturm erhalten, der um 1912 mit einer barocken Haube erhöht wurde, die die Turmuhr und den Glockenstuhl beherbergt. Innen diente der flach gedeckte Chor im Erdgeschoss des Turms nach Errichtung des Kirchenschiffs zunächst in Teilen als Sakristei. Dort hat sich auch ein in der Wand eingelassenes gotisches Sakramentshaus von 1486 erhalten. 1854 erhielt die Kirche einen Altar von 1716, der früher in der Michaelskirche in Fulda gestanden hat. Er war unter dem Chorbogen aufgebaut. Bei einer Umgestaltung um 1941 wurde er entfernt. Bei dieser damalige Umgestaltung wurde eine außen liegenden Sakristei angebaut. 2008 und 2009 wurde schwerpunktmäßig der Innenraum renoviert. Im Mittelpunkt der Renovierungsmaßnahme stand die Neugestaltung des Altarbereiches. Mit der Weihe des neuen Volksaltares am 17. Januar 2010 wurde die Renovierung abgeschlossen. 
Die Orgel eines unbekannten Orgelbauers mit 16 Registern, zwei Manualen und einem Pedal, die für die Pfarrkirche St. Laurentius in Oberbimbach gebaut wurde, hat 1844 Johann Georg Oestreich nach Großenbach umgesetzt. Sie wurde 1959 durch eine Orgel mit 14 Registern der Orgelbau Kreienbrink ersetzt.